# Armata

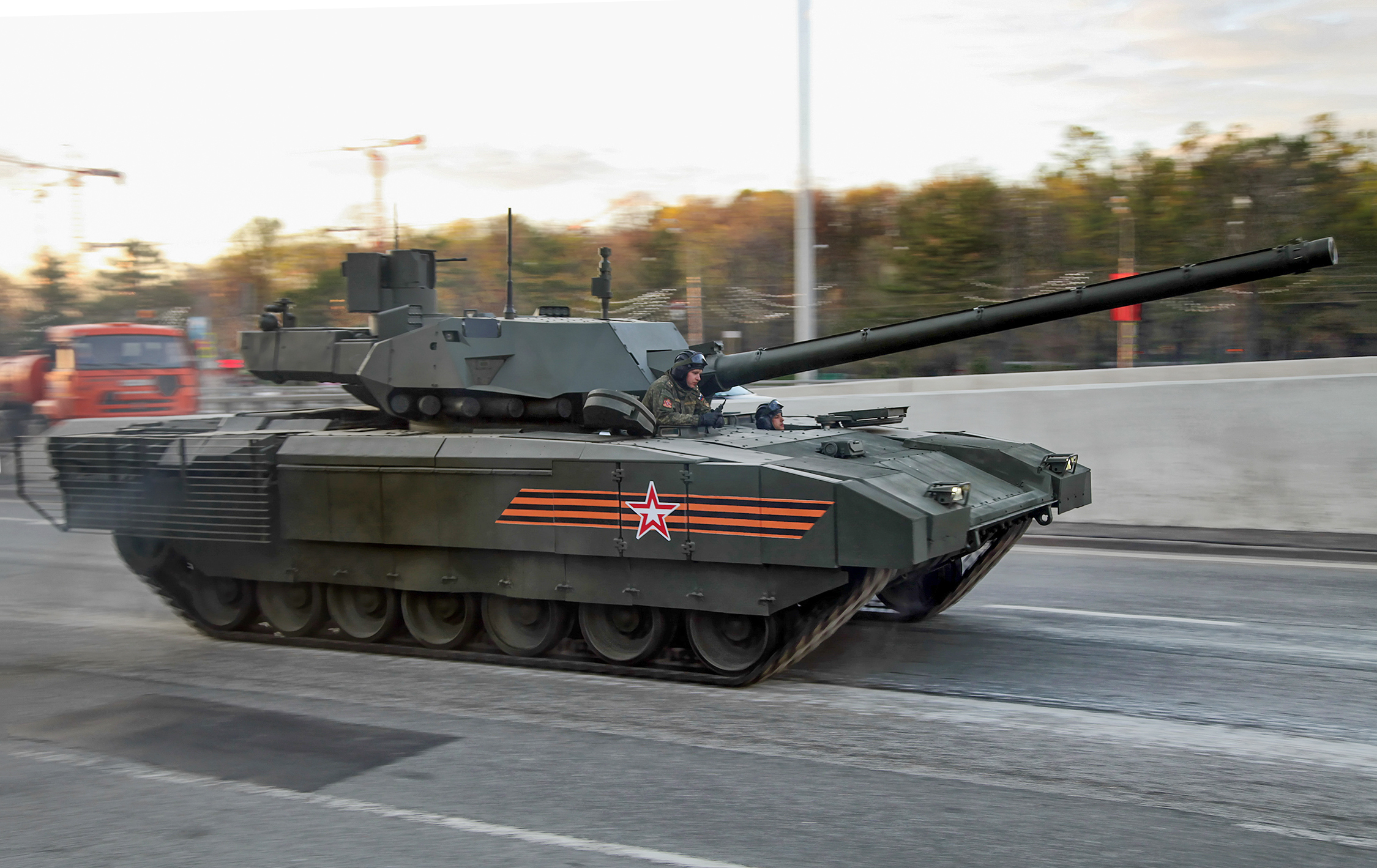
T-14 Armata

Armata je ruská vojenská univerzální pásová podvozková platforma. Vývoj začal v roce 2009, poprvé byla veřejnosti představena 9. května 2015 na Rudém náměstí na vojenské přehlídce ke Dni vítězství. Ke konci roku 2019 stále není zařazena do služby.

## Vývoj

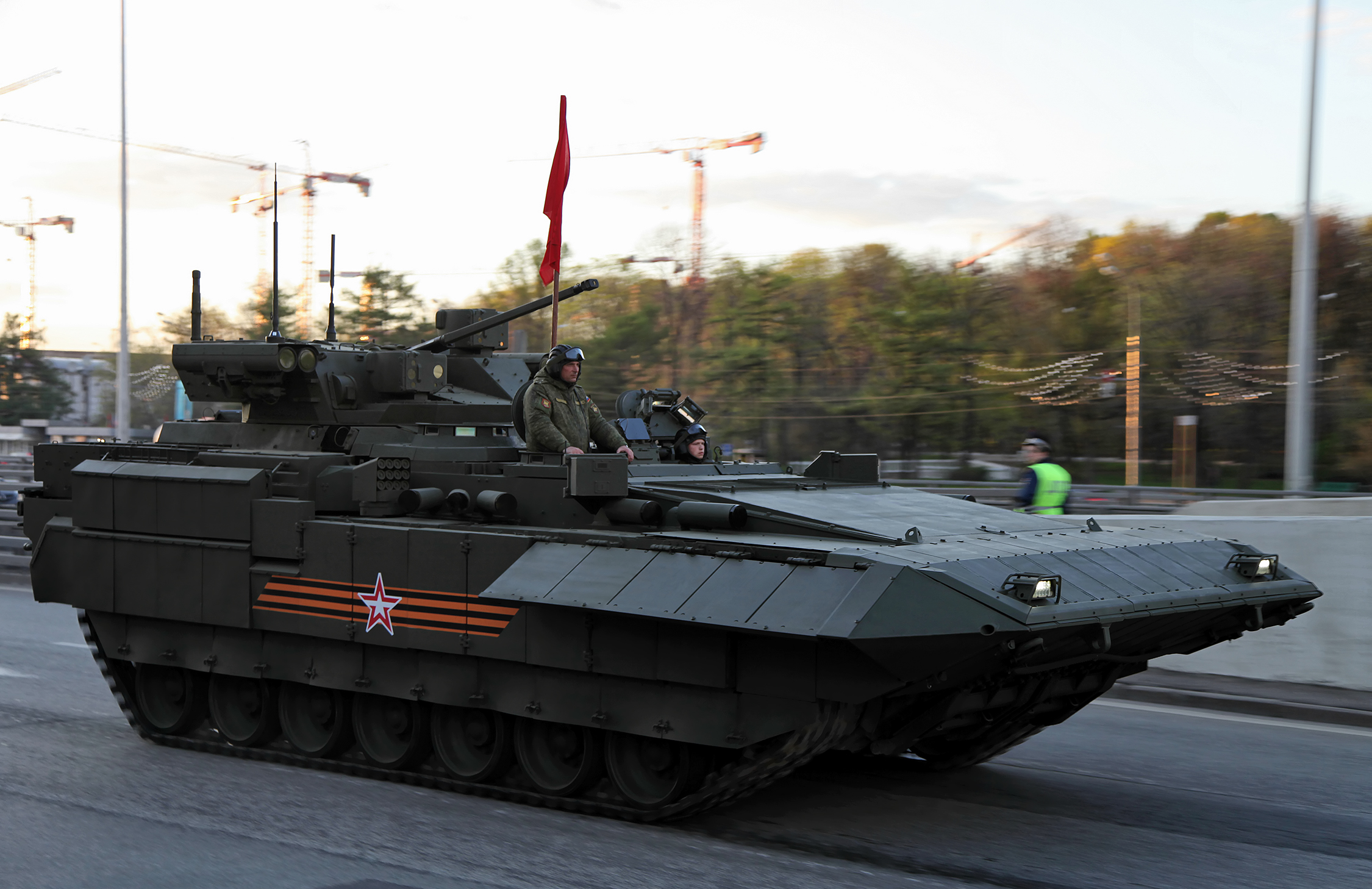
BVP T-15

Armata začala být vyvíjena v roce 2009 firmou Uralvagonzavod po zrušení projektu T-95. Projekt měl obsahovat univerzální podvozek pro celou rodinu obrněných vozidel. Jednalo se o tank T-14, těžké BVP T-15, dělostřelecký raketomet BM-2 (TOS-2), samohybné dělo 2S35 Koalicija-SV a vyprošťovací vozidlo BREM-T T-16. Prototypy byly poprvé ukázány vysokým ruským představitelům na Arms Expu v Nižním Tagilu v roce 2013. Prvních 24 vozidel bylo představeno veřejnosti na vojenské přehlídce ke Dni Vítězství 9. května 2015. Státní testy začaly v roce 2016 a sériová výroba měla začít ke konci zmíněného roku. Do roku 2020 mělo být dodáno všech 2300 objednaných vozidel, které by měly tvořit 70 procent ruských tankových vojsk. Podle informací z května 2017 budou vozidla zařazena do výzbroje až po roce 2020. Uralvagonzavod plánuje produkovat 500 vozidel ročně.[zdroj⁠?!] Vývoj probíha současně s BVP Kurganěc-25 a obrněným transportérem Bumerang.

## Popis
Tank T-14 přebral některé vlastnosti zrušeného T-95, například bezosádkovou věž a oddělenou pancéřovou kapsli pro posádku. Na rozdíl od T-95 má však být univerzálnější, a také sdílí podvozek s dalšími vozidly, což zjednodušuje údržbu. Tank váží asi 55 tun, obsahuje nové modulární pancéřování, nový motor o výkonu 1500 koní a nový systém automatického nabíjení. Detekční vzdálenost je 5000 metrů, zásoba munice 45 kusů a rychlost střelby 12 ran za minutu. Maximální rychlost je asi 80 km/h a dojezd 500 km. Ochranu tanku navíc rozšiřuje nový systém aktivní ochrany Afganit, který tank chrání proti útokům PTŘS, podkaliberní munici a částečně i proti útokům bojových vrtulníků. Dalším vozidlem je těžké BVP T-15, které má podobné výkony jako T-14, ovšem motor je umístěn vpředu, takže vzadu se uvolnil prostor pro výsadek. Výzbroj tvoří dálkově ovládaná věž se 30mm kanónem a řízenými střelami Kornet. Raketomet BM-2 má nahradit raketomet TOS-1, měl by obsahovat stejné odpalovací zařízení, ale na novém podvozku. Samohybná houfnice 2S35 má starší podvozek, zřejmě z T-90 kvůli úspoře peněz. Houfnice je uložena v bezosádkové věži s automatickým nabíjením. Má mít dostřel 70 km se speciální naváděnou municí.

## Verze
- T-14: tank na podvozku Armata / T-14 3 700 000 $[1]
- T-15: těžké BVP na podvozku Armata
- Kurganěc-25: BVP/pásový obrněný transportér
- BM-2: dělostřelecký raketomet
- 2S35 Koalicija-SV: samohybná houfnice
- BREM-T T-16: vyprošťovací vozidlo

## Uživatelé
- Rusko: cca 27 vozidel